# دوري الخرطوم
دوري الخرطوم هو دوري مناطقي كان من أشهر بطولات كرة القدم في السودان. وكانت تشارك به أندية مدن الخرطوم الثلاثة، أي الخرطوم والخرطوم بحري وأم درمان. تأسست عام 1951 وفاز التحرير من الخرطوم بحري باللقب الأول.
يعتبر نادي المريخ هو الأكثر فوزاً بالدوري بواقع 20 لقباً. يليه الهلال بثلاثة عشر لقباً.

## سجل الأبطال
- 1951: التحرير (1)
- 1952: الهلال (1)
- 1953: المريخ (1)
- 1954: الهلال (2)
- 1955: المريخ (2)
- 1956: لم تُقم
- 1957: الهلال (3)
- 1958: الهلال (4)
- 1959: الهلال (5)
- 1960: الهلال (6)
- 1961: المريخ (3)
- 1962: المريخ (4)
- 1963: النيل (1)
- 1964: الهلال (7)
- 1965: المريخ (5)
- 1966: المريخ (6)
- 1967: المريخ (7)
- 1968: المريخ (8)
- 1969: لم تُقم
- 1970: الهلال (8)
- 1971: المريخ (9)
- 1972: المريخ (10)
- 1973: لم تُقم
- 1974: الهلال (9)
- 1975: لم تُقم
- 1976: لم تُقم
- 1977: لم تُقم
- 1978: الموردة (1)
- 1979: المريخ (11)
- 1980: المريخ (12)
- 1981: الهلال (10)
- 1982: المريخ (13)
- 1983: الهلال (11)
- 1984: المريخ (14)
- 1985: المريخ (15)
- 1986: لم تُقم
- 1987: لم تُقم
- 1988: لم تُقم
- 1989: الهلال (12)
- 1990: المريخ (16)
- 1991: المريخ (17)
- 1992: المريخ (18)
- 1993: الهلال (13)
- 1994: الموردة (2)
- 1995: المريخ (19)
- 1996: الهلال (20)
- 1997: شمبات (1)
- 1998: الهلال (1)

## الأكثر تتويجاً

### حسب النادي
| النادي  | البطل | سنوات تحقيق البطولة |
| ------- | ----- | --- |
| المريخ  | 20    | 1962، 1970، 1971، 1972، 1974، 1983، 1984، 1985، 1986، 1988، 1991، 1993، 1994، 1996، 2001، 2005، 2006، 2007، 2008، 2010، 2012، 2013، 2014. |
| الهلال  | 13    | 1952، 1954، 1957، 1958، 1959، 1960، 1964، 1970، 1974، 1981، 1983، 1989، 1993.                                                             |
| الموردة | 2     | 1978, 1994 |
| التحرير | 1     | 1951 |
| النيل   | 1     | 1963 |
| شمبات   | 1     | 1997 |
| بري     | 1     | 1998 |

### حسب المدينة
| المدينة      | مرات البطولة | الأندية الفائزة                        |
| ------------ | ------------ | -------------------------------------- |
| أم درمان     | 35           | المريخ (20)، الهلال (13)، الموردة (2). |
| الخرطوم بحري | 2            | التحرير (1)، شمبات (1)                 |
| الخرطوم      | 2            | النيل (1)، بري (1)                     |